# Експозиция (география)
Експозиция в географията представлява ориентирането на планинските склонове по отношение посоките на света и съответно по направление на пространствените процеси, преди всичко на преобладаващите ветрове. Склоновете, открити към преобладаващите ветрове, се наричат наветрени, а намиращите се във „ветрова сянка“ – подветрени. Склоновете със северна и южна експозиция се различават по радиационно-термични характеристики, което предизвиква различия в режима и характера на екзогенните процеси, в сроковете на настъпване на сезонните явления, в условията на обитаване на организмите. Така например по северните планински склонове снегът дълго време не се стопява и в планините се наблюдава активна нивация, докато по южните той се стопява много по-бързо и по-рано и често в планините се наблюдава явлението солифлукция. Наветрените склонове, особено тези, подложени на въздействието на влажни въздушни маси, се отличават от подветрените с по-голяма влажност и по-буйна растителност. При наличието на паралелни хребети възниква експозиционна поясност с ритмични редувания на типове ландшафти. Експозиционно обусловените различия в интензивността на ерозионно-денудационните процеси служат като един от факторите за формирането на асиметрични долини и междуречия.